# Psophometer

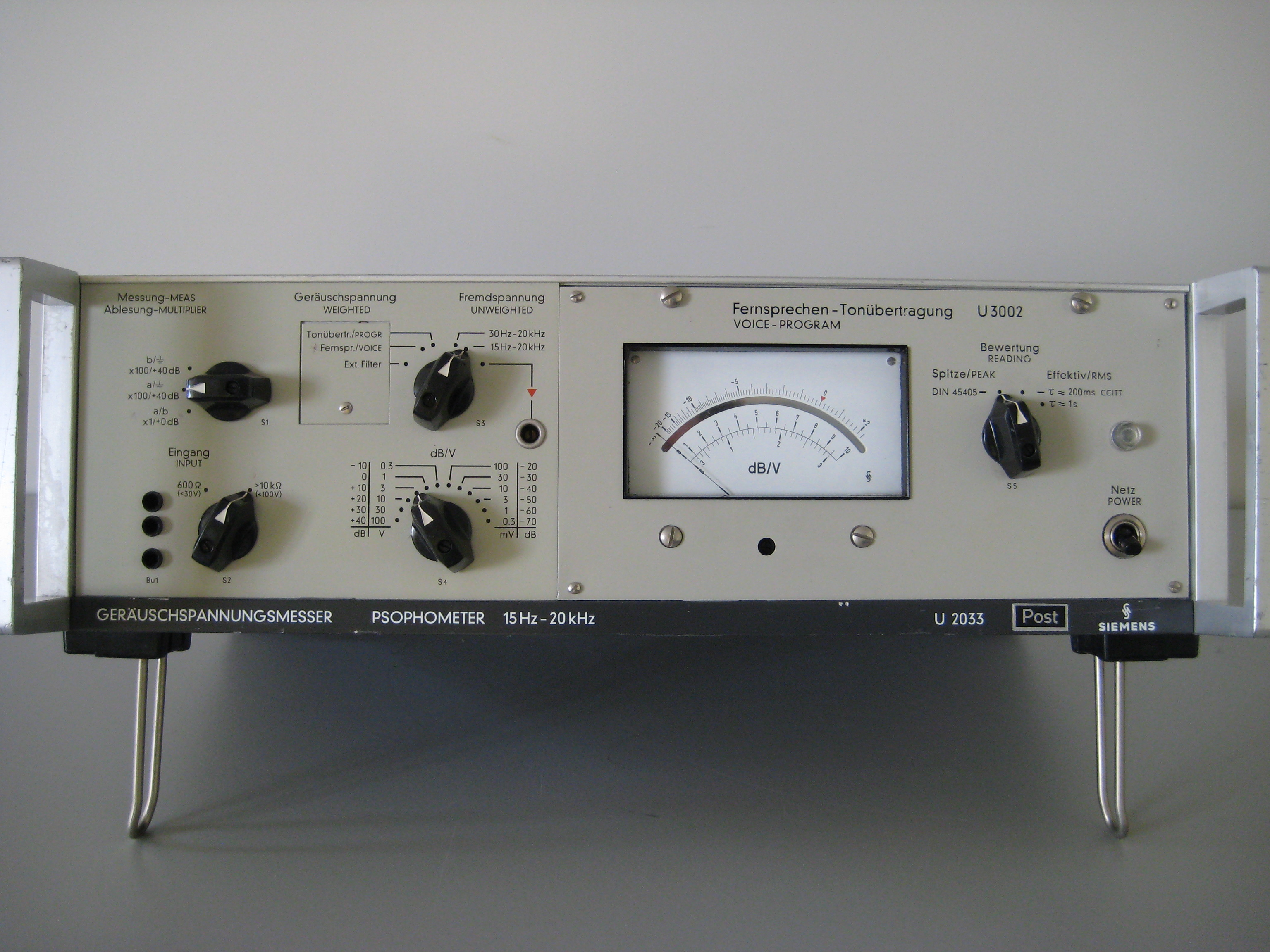
Geräuschspannungsmesser Psophometer 15 Hz – 20 kHz U 2033 der Firma Siemens

Ein Psophometer (von altgriechisch ψόφος psóphos ‚Geräusch, Lärm‘ sowie μέτρον métron ‚Werkzeug zum Messen‘), im Deutschen auch als Geräuschspannungsmesser bezeichnet, ist ein Messgerät zur Erfassung und quantitativen Bewertung des Rauschens von elektrischen oder akustischen Signalen, die mithilfe geeigneter Signalfilter (nach CCIR oder CCITT) gewichtet und bewertet werden können. Das Ergebnis der gewichteten Messung wird zumeist optisch angezeigt oder akustisch signalisiert sowie als Zahlenwert ausgegeben.

## Instrumente
Beispiele für Messgeräte mit Psophometerfunktion sind die Modulationsanalysatoren FMA und FMB des deutschen Messgeräte-Herstellers Rohde & Schwarz (R&S), der Geräuschspannungsmesser U 2033 (Bild) der Firma Siemens, das Psophometer 2429 des dänischen Herstellers Brüel & Kjær und das Psophometer HP 3556A der früheren amerikanischen Messtechnik-Firma Hewlett-Packard (HP), aus der 1999 zunächst Agilent ausgegliedert wurde, und 2014 dann Keysight entstand.